# Луций Фурий Камилл (консул 338 года до н. э.)
Луций Фурий Камилл (лат. Lucius Furius Camillus; умер после 325 года до н. э.) — римский полководец и политический деятель из патрицианского рода Фуриев, двукратный консул Республики (в 338 и 325 годах до н. э.).

## Биография
В 338 до н. э. Луций Фурий был избран консулом совместно с Гаем Мением. Сенат отправил обоих консулов на захват Педа. В то время как Гай Мений сражался с вольсками и другими племенами у реки Астуры, Луций Фурий у самых стен Педа разбил тибуртинцев, после чего овладел городом. После этого консулы общими усилиями привели к покорности весь Лаций. Вернувшись в Рим, они отпраздновали триумф. В дополнение к триумфу им была оказана высокая честь: на форуме были размещены их конные статуи. Впоследствии Луций Фурий призывал сенат дать побеждённым народам римское гражданство.
В 325 до н. э. Луций Фурий стал консулом во второй раз. В тот год вестины заключили союз с самнитами, против которых римляне вели войну. Сам Луций Фурий был отправлен в Самний, а его коллега Децим Юний Брут Сцева — против вестинов. Однако, Луций Фурий слёг от тяжёлого недуга и назначил диктатором для ведения войны Луция Папирия Курсора.